# Ronda do Quarteirão

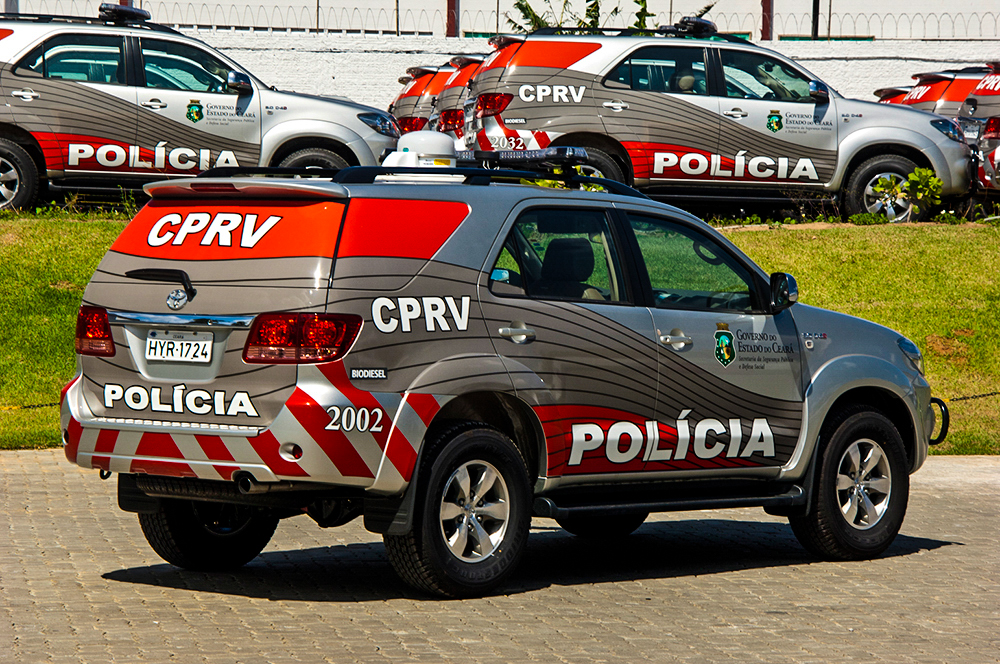
Viatura do Ronda do Quarteirão, no Ceará

Ronda do Quarteirão foi um programa de segurança pública implementado no Estado do Ceará em novembro de 2007 (e que tem se expandido para outros estados, como o RN), em cinco áreas piloto, e depois expandida. Em 22 de fevereiro de 2008 foi ampliado de 76 para 91 áreas, abrangendo todos os bairros de Fortaleza. Em 12 de junho de 2008 houve a expansão do programa para mais 20 novas áreas de atuação, abrangendo por completo as regiões de Fortaleza, Caucaia e Maracanaú. Em junho de 2009, o Governo do estado implantou o projeto nos municípios de Juazeiro do Norte e Sobral.
Em 2017 o Ronda do Quarteirão chegou ao fim e foi substituído pelo RAIO (Batalhão de Rondas de Ações Intensivas e Ostensivas).
Foi uma das principais promessas de campanha de Cid Gomes nas eleições a Governador.

## Custos
No início do programa houve diversas críticas pelo uso de viatura Hilux SW4 no valor estimado de 165 mil reais cada, o que presumiria gastos de mais de 70 milhões em viaturas para implementação do projeto.
Segundo o secretário de segurança Roberto Monteiro, foram gastos 57 milhões para sua implementação.
O governador do Estado do Ceará apresentou, como justificativa dos elevedos gastos em viaturas e equipamentos de última geração, a valorização do policial. Nas palavras do governador Cid Gomes, destaca:

"Temos hoje o que melhor existe no mundo em tecnologia. Estamos sempre procurando avançar. O Ronda conta com viaturas 4x4 equipadas com câmeras, computador de bordo, GPRS, celular, e motos off-road, que servem de apoio" 

## Balanços
Nos primeiros dois meses houve um balanço do programa em que se criticou o preparo dos policiais no uso do veículo disponibilizado. Policiais novos, entre 18 e 24 anos, e apresentação de altos índices de acidentes envolvendo as viaturas do programa. Entretanto a imprensa divulgou balanço positivo aquele período, com 51 armas de fogo apreendidas e 181 prisões flagrantes.

## Metodologia
O sistema consiste em disponibilizar para cada equipe 12 policiais, divididos em três turnos de oito horas. A equipe fica composta em cada turno de oito horas por 3 policiais. 2 deles compondo um viatura Hilux SW4 e uma motocicleta com motociclista de apoio. As duas viaturas, o automóvel e motocicleta, transitam juntas durante o dia. Durante a noite, o componente da motocicleta agrega-se à equipe que transita na Hilux.
As viaturas do ronda do quarteirão ficam limitadas a um perímetro de 1,5 km a 3 km quadrados. Esse pequeno perímetro de cobertura para cada equipe permite um tempo de resposta de 5 min. Como as viaturas são compostas por GPS, as mesmas ficam restritas a esse perímetro delimitado pelo comando operacional. Uma "cerca eletrônica" registra se a viatura sair do seu perímetro. Todas as viaturas são monitoradas em seus deslocamentos.
Tempo de resposta consiste no tempo que leva entre a solicitação de um usuário e a chegada da viatura no local.

## Resposta da população
Aos seis meses de Ronda do Quarteirão, o jornal O Povo divulgou que 85% da população está satisfeita com o projeto, ainda que tenha destacado um aumento dos registros de roubos e furtos. Segundo O Povo, houve também um aumento do número de prisões flagrantes como resultado de maior presença policial. E aumento do número de apreensões de armas de fogo em 24,45% em relação ao mesmo período do ano anterior.

## Proposta do Governo
Como proposta de aproximação entre policiais e população, a direção desse projeto de segurança pública disponibilizou o telefone de cada viatura em seus respectivos trechos. O objetivo seria diminuir o tempo de resposta ao chamado. O usuário chamando diretamente o celular da viatura, em seu perímetro (máximo de 3 km quadrados), houve diminuição do tempo de resposta em muitos casos, por conta da eliminação do tempo de "retardo" que havia em:  registrar a ocorrência no número de emergência (190),devido o tempo de espera  ser longo,tendo que  aguardar que a operadora do 190 localize a viatura da área, e o tempo que o comando designe que a viatura desloque para local da ocorrência. O solicitante falaria diretamente com o policial mais próximo de si, não haveria intermediário na solicitação para quem assim desejar proceder.
Juntamente com o telefone daquela viatura, a foto dos componentes da equipe e seus nomes são apresentados em um panfleto distribuído nas residências e comércios em cada perímetro. O objetivo do programa, com essa medida, seria que a população se tornasse mais íntima dos policiais de sua área. Todos os moradores daquele perímetro reconheceriam por nome e fotografias os policiais que lhe atenderiam, ou estariam à disposição.